# Liste der Bodendenkmäler in Wettstetten
Auf dieser Seite sind die Bodendenkmäler in der oberbayerischen Gemeinde Wettstetten zusammengestellt. Diese Tabelle ist eine Teilliste der Liste der Bodendenkmäler in Bayern. Grundlage ist die Bayerische Denkmalliste, die auf Basis des Bayerischen Denkmalschutzgesetzes vom 1. Oktober 1973 erstmals erstellt wurde und seither durch das Bayerische Landesamt für Denkmalpflege geführt wird. Die folgenden Angaben ersetzen nicht die rechtsverbindliche Auskunft der Denkmalschutzbehörde.

## Bodendenkmäler in Wettstetten
| Lage                                 | Objekt | Akten-Nr.     | Bild |
| ------------------------------------ | --- | ------------- | ---- |
| Ingolstadt (Standort)                | Siedlung des Neolithikums und der Latènezeit. | D-1-7134-0008 |      |
| Wettstetten (Standort)               | Siedlung vor- und frühgeschichtlicher Zeitstellung. | D-1-7134-0019 |      |
| Ingolstadt (Standort)                | Siedlung der Latènezeit und der römischen Kaiserzeit$ Gräber der Schnurkeramik$ Befestigung der späten Neuzeit (Teil der Landesfestung Ingolstadt Munitionsraum). | D-1-7134-0020 |      |
| Wettstetten (Standort)               | Siedlung vor- und frühgeschichtlicher Zeitstellung. | D-1-7134-0021 |      |
| Ingolstadt (Standort)                | Straße der römischen Kaiserzeit. | D-1-7134-0029 |      |
| Wettstetten (Standort)               | Befestigung der späten Neuzeit (Teil der Landesfestung Ingolstadt Fort IIIa).                                                                                     | D-1-7134-0043 |      |
| Stammham (bei Ingolstadt) (Standort) | Grabhügel vorgeschichtlicher Zeitstellung. | D-1-7134-0318 |      |
| Wettstetten (Standort)               | Untertägige mittelalterliche und frühneuzeitliche Teile im Bereich der Kath. Filialkirche St. Ägidius von Echenzell.                                              | D-1-7134-0328 |      |
| Wettstetten (Standort)               | Freilandstation des Mittelpaläolithikums und Siedlung vor- und frühgeschichtlicher Zeitstellung.                                                                  | D-1-7134-0329 |      |
| Wettstetten (Standort)               | Frühneuzeitliche Befunde im Bereich der Kapelle Christus auf der Rast (sog. Osterkapelle) in Wettstetten.                                                         | D-1-7134-0330 |      |
| Wettstetten (Standort)               | Freilandstation des Mittelpaläolithikums und des Jungpaläolithikums.                                                                                              | D-1-7134-0331 |      |
| Wettstetten (Standort)               | Untertägige mittelalterliche und frühneuzeitliche Teile im Bereich der Kath. Pfarrkirche St. Martin von Wettstetten.                                              | D-1-7134-0333 |      |
| Wettstetten (Standort)               | Siedlung der Hallstattzeit. | D-1-7134-0335 |      |
| Wettstetten (Standort)               | Siedlung des Neolithikums und der Metallzeiten. | D-1-7134-0336 |      |
| Wettstetten (Standort)               | Straße der römischen Kaiserzeit. | D-1-7134-0337 |      |
| Wettstetten (Standort)               | Siedlung der späten Münchshöfener Kultur, der Altheimer Kultur sowie der Latènezeit.                                                                              | D-1-7134-0338 |      |
| Wettstetten (Standort)               | Straße der römischen Kaiserzeit. | D-1-7134-0339 |      |
| Wettstetten (Standort)               | Befestigung der frühen Neuzeit (1702/03). | D-1-7134-0400 |      |
| Wettstetten (Standort)               | Siedlung vor- und frühgeschichtlicher Zeitstellung. | D-1-7134-0410 |      |
| Wettstetten (Standort)               | Siedlung vor- und frühgeschichtlicher Zeitstellung. | D-1-7134-0411 |      |
| Wettstetten (Standort)               | Siedlung der Latènezeit. | D-1-7134-0412 |      |
| Stammham (bei Ingolstadt) (Standort) | Straße der römischen Kaiserzeit. | D-1-7134-0413 |      |
| Wettstetten (Standort)               | Siedlung vor- und frühgeschichtlicher Zeitstellung. | D-1-7134-0414 |      |
| Wettstetten (Standort)               | Siedlung vor- und frühgeschichtlicher Zeitstellung. | D-1-7134-0415 |      |
| Wettstetten (Standort)               | Siedlung des späten Mittelalters und der frühen Neuzeit. | D-1-7134-0434 |      |
| Wettstetten (Standort)               | Befestigung der späten Neuzeit (Teil der Landesfestung Ingolstadt Infanterie-Untertreteraum).                                                                     | D-1-7134-0441 |      |